# Kietowiszki
Kietowiszki (Kietawiszki, lit. Kietaviškės, Naujosios Kietaviškės, Nowe Kietowiszki) – wieś na Litwie, w okręgu wileńskim, w rejonie elektreńskim, w gminie Kietowiszki.

## Geografia
Miejscowość położona nad rzeką Strawą, ok. 14 km na południowy wschód od Żyżmor, 6 km na południowy zachód od Elektren, 5 km na północny wschód od Jagielan.

## Historia
W okresie Rzeczypospolitej Obojga Narodów Kietowiszki były miasteczkiem w powiecie trockim województwa trockiego. Należały do przedstawicieli magnackich rodów, przede wszystkim do Pociejów. 
Wśród właścicieli Kietowiszek wymieniani są także Baltazar Strawiński, Andruszowisz (krewny poprzedniego), Jan Rudomina-Dusiacki i Wolter (Walter) Korf, po którym Kietowiszki odziedziczyła jego żona, Regina z Ogińskich.
Leonard Gabriel Pociej, który wszedł w posiadanie Kietowiszek dzięki małżeństwu z Reginą primo voto Korfową, ufundował kościół w Kietowiszkach (1676). 
W okresie zaboru rosyjskiego miejscowość leżała w gminie Sumieliszki ujezdu trockiego guberni wileńskiej. Po powstaniu listopadowym dobra ziemskie Pociejów w Kietowiszkach zostały skonfiskowane przez rząd rosyjski (po 1831), za udział Teodora Pocieja w powstaniu. 
W 1866 było tu 59 mieszkańców, w tym 45 katolików i 14 żydów. W 1912 do miejscowej parafii katolickiej należało 3925 Litwinów i 811 Polaków.
W dwudziestoleciu międzywojennym Kietowiszki należały do Republiki Litewskiej – znajdowały się w litewskim powiecie trockim (Trakų apskritis) z siedzibą w Koszedarach (po oderwaniu przez Polskę Litwy Środkowej wraz z Trokami). 

## Urodzeni w Kietowiszkach
- Ludwik Konstanty Pociej
- Aleksander Zenowicz